# Arena Metallourg
 (septembre 2024).
Si vous disposez d'ouvrages ou d'articles de référence ou si vous connaissez des sites web de qualité traitant du thème abordé ici, merci de compléter l'article en donnant les références utiles à sa vérifiabilité et en les liant à la section « Notes et références ».
L'Arena Metallourg (en russe : Арена-Металлург) est une salle de sport située à Magnitogorsk, en Russie.
C'est le domicile de l'équipe de hockey sur glace du Metallourg Magnitogorsk. La salle a une capacité de 7 500 places et fut construite en 2006, pour remplacer le Palais des sports de glace Romazan.